# فارول كونستانتسا
نادي فارول كونستانتسا هو نادي كرة قدم من مدينة كونستانتسا،يلعب حالياً في دوري الدرجة الأولى الروماني.